# بودیمیریتسه
بودیمیریتسه (به چکی: Budiměřice) یک منطقهٔ مسکونی در جمهوری چک است که در ناحیه نیمبورک واقع شده‌است.